# Lárisa Empisteftikó
Pour plus de détails, voir Fiche technique et Distribution.
Lárisa Empisteftikó (en grec moderne : Λάρισα Εμπιστευτικό) est une comédie grecque réalisée par Stratos Markidis et sortie en 2012.

## Distribution
- Babis Alatzas
- Petros Bousoulopoulos
- Eftihia Fanarioti
- Hélène Gerasimidou
- Tassos Kostis (el)
- Marios Iordanou (el)
- Bessy Malfa (el)
- Michalis Marinos (el)
- Dimitris Mavropoulos (el)
- Anna Monoyou
- Stavros Nikolaidis
- Tassos Palatzidis
- Regina Pantelidi
- Efi Papatheodorou (el)
- Katerina Papoutsaki (el)
- Mary Petroutsa
- Titika Sarigouli
- Gerasimos Skiadaresis (en)
- Dimitris Starovas (el)
- Michalis Tamboukas
- Angelos Theodoropoulos
- Christina Tsafou
- Thanasis Tsaltambasis (el)
- Dimitris Tzoumakis
- Kostas Voutsas
- Petros Xekoukis
- Katerina Zarifi
- Yannis Zouganélis (el)

## Box-office
Grèce : 151 638 entrées.